# 단양쑥부쟁이
단양쑥부쟁이(Aster danyangensis)는 국화과의 식물로, 대한민국 경기도와 충청북도에 분포하는 고유종이며 Ⅱ급 멸종위기야생동식물이다. 솔잎국화라고도 부른다.

## 특징
강이나 냇가 근처의 모래땅에 나는 두해살이풀이다. 줄기는 높이 30-100cm이고, 윗부분에서 가지가 많이 갈라지며, 가지는 사방으로 넓게 퍼진다.  뿌리에서 난 잎은 꽃이 필 때에는 사라진다. 줄기에서 나는 잎은 길이 3.5-5.5cm, 폭 1-3mm인 선형으로, 잎자루가 없으며 가장자리에 톱니가 없다. 자주색인 꽃은 8-9월에 두상화서로 무리지어 피는데, 가지 끝과 원줄기 끝에 단생하며, 폭은 4.0-4.5cm이다. 총포는 반구형이며, 선상 피침형인 총포편은 2열의 느슨한 복와상으로 배열한다. 통상화는 황색으로 끝이 5개로 갈라진다. 설상화는 담자색으로 두상화서 1개당 25-35개가 2열로 배열하며 설상부는 장타원형이다. 수과는 도란형으로 압착되어 있으며, 선단에 선모와 가는 털이 있다. 관모는 적색으로 설상화와 통상화에서 같다.
강변 모래땅이나 자갈밭에서 자라며, 군락을 형성한다. 토양은 비교적 척박하고, 메말라 있다. 물의 범람으로 생육지가 자주 변하는 특성이 있다.

## 분포
한국 특산 변종으로 1937년 충주 수안보에서 처음 발견되었다. 과거에는 단양에서 충주에 이르는 지역에 널리 분포하였으나, 현재는 경기도 여주 남한강변 일대에만 확인되었다. 최근 단양군 가곡면 서식지가 홍수에 의해 파괴되어 사라졌다.

## 위협 요인
충북 단양과 경기 여주 일대에서만 분포하며, 전체 개체수는 2,000여 개체로 추정된다. 강변에 생육하기 때문에 홍수 등의 피해에 직면해 있으며, 개체군 변동이 심하다. 최근 4대강 사업에 따른 하안 정비로 인해 많은 개체들이 사라졌다. 멸종위기야생생물로 지정·보호하고 있으나 자생지에 대한 보호 대책은 없다.